# Фалькович, Марк Исаакович
Марк Исаакович Фалькович (4 января 1930, Ленинград — 8 марта 2015, Санкт-Петербург) — советский и российский энтомолог специалист по систематике чешуекрылых, доктор биологических наук.

## Биография
Родился 4 января 1930 года в Ленинграде. В 1949 году поступил в Ленинградский сельскохозяйственный институт. В студенческие годы изучал фауну вредителей леса в Бузулукском бору. Результаты этой работы, по рекомендации Александра Сергеевича Данилевского, были опубликованы в журнале «Энтомологическое обозрение» в 1953 году. После окончания вуза работал лаборантом в Институте лесного хозяйства. Изучал экологию сибирского коконопряда. В 1957 году перешёл на работу в Всесоюзное объединения «Лесопроект» и проводил фитопатологическое обследование горных леса Казахстана. В 1958 году поступил в аспирантуру Зоологического института АН СССР. В 1963 году защитил кандидатскую диссертацию по теме «Морфологические основы классификации листоверток подсемейства Olethreutinae (Lepidoptera, Tortricidae)». В 1980 году защитил докторскую диссертацию: «Чешуекрылые (Lepidoptera) пустынь Средней Азии». В 2005 году после перенесённого инсульта вышел на пенсию.

### Семья
- Отец — Исаак Самойлович Фалькович, приёмщик грузов в Ленинградском морском порту
- Мать — Нина Сергеевна Фалькович (в девичестве Карпитская), воспитательница в детском доме
  - Сестры — Анна Исааковна Фалькович и Юлия Исааковна Фалькович
  - Жена — Ирина Леонидовна Сухарева (1933—2016), энтомолог, кандидат биологических наук.
    - Дочь — Мария Марковна Фалькович (в замужестве Коробова), ботаник, кандидат биологических наук.

## Научные достижения
Фалькович внёс значительный вклад в систематику многих семейств микрочешуекрылых, среди которых Nepticulidae, Elachistidae, Scythrididae, Coleophoridae, Cosmopterygidae, Gelechiidae, Tortricidae, Pyralidae. Всего им описано 12 триб, 3 подтрибы, 46 родов, 3 подрода, 332 вида и 9 подвидов чешуекрылых. Установил пищевые связи и описан особенности жизненного цикла более 400 видов чешуекрылых, обитающих в пустынях Средней Азии. Предложил использование критерия в систематике растений на примере семейства Маревых. Совместно с Олегом Васильевичем Ковалёвым была предложена гипотеза происхождения и формирования ареала этого семейства. Под руководством Фальковича защитили кандидатские диссертации Виктор Анатольевич Кривохатский и Сергей Яковлевич Резник.

## Виды, названные в честь Фальковича
По сборам Фальковича было описано множество таксонов насекомых разных отрядов, некоторым из них авторы дали название в часть него
- Acalyptris falkovitshi (Puplesis, 1984)
- Agdistis falkovitshi Zagulajev, 1986
- Castanopsides falkovitshi (Kerzhner, 1979)
- Chelonus falkovitshi (Tobias, 1979)
- Copidosoma falkovitshi Myartseva, 1983
- Chrysoesthia falkovitshi Lvovsky & Piskunov, 1989
- Eriopsela falkovitshi Kostyuk, 1979
- Falkovitshella Passerin d'Entrèves & Roggero, 2007
- Pithyotettix falkovitshi Emeljanov, 1966
- Spogostylum falkovitshi Zaitzev, 1976
- Stomopteryx falkovitshi Piskunov, 1987
- Tomosvaryella falkovitshi Kuznetzov, 1993

## Избранные публикации
Автор 128 публикаций, в том числе:
- Фалькович М. И. Листовертки-побеговьюны Evetria Hb. (Lepidoptera, Tortricidae) Бузулукского бора // Энтомологическое обозрение : журнал. — 1953. — Т. 33. — С. 123—127. — ISSN 0367-1445.
- Фалькович М. И. Парусники // Защита растений : журнал. — 1975. — № 11. — С. 36—37. — ISSN 1727—1320.
- Фалькович М. И. Новые виды чехлоносок (Lepidoptera, Coleophoridae) туранской фауны // Труды Зоологического института : журнал. — 1989. — Т. 200. — С. 40—87. — ISSN 0206-0477.
- Falkovitsh M. I., Jalava J., Mikkola K. Records of Casebearers (Lepidoptera, Coleophoridae) from Siberia, Russia (англ.) // Nota lepidopterologica : journal. — 1997. — Vol. 20, no. 3 (4). — P. 310—321. — ISSN 2367–5365.
- Фалькович М. И. Новый вид рода Apista (Lepidoptera, Coleophoridae) из предгорьев хребта Терскей-Алатау (Центральный Тянь-Шань) // Вестник зоологии : журнал. — 1993. — № 5. — С. 36—38. — ISSN 0084-5604.
- Фалькович М. И. Два новых вида чехлоносок (Lepidoptera, Coleophoridae) из верховьев Колымы (Магаданская область) // Зоологический журнал : журнал. — 1992. — Т. 71, № 9. — С. 150—152. — ISSN 0044-5134.
- Фалькович М. И. О систематике чехлоносок (Lepidoptera, Coleophoridae) с описанием новых таксонов // Энтомологическое обозрение : журнал. — 2003. — Т. 72, № 4. — С. 860—885. — ISSN 0367-1445.
- Falkovitsh M. I. New replacement names for a genus and a subtribe of case-bearers (Lepidoptera, Coleophoridae) (англ.) // Zoosystematica Rossica : journal. — 2005. — Vol. 14, no. 1. — P. 168. — ISSN 2410-0226.
- Фалькович М. И., Ковалев О. В. Обзор системы высших таксонов маревых (Chenopodiaceae) и проблемы происхождения семейства // Фазовые переходы в биологических системах и эволюция биоразнообразия / под редакцией О. В. Ковалева и С. Г. Жилина. — СПб.: Издательство ПИЯФ РАН, 2007. — С. 80—115.